# Ponte Stord

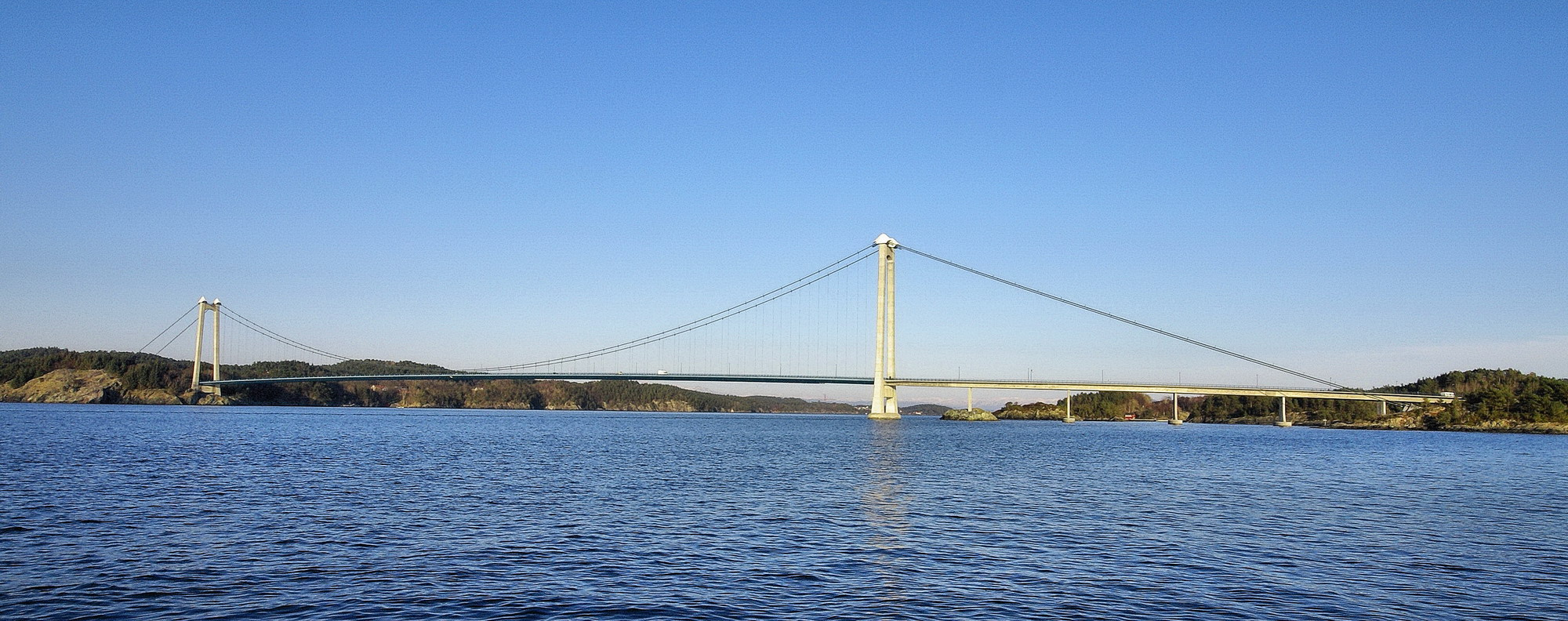
Ponte Stord

A ponte Stord (Stordabrua) é uma ponte pênsil que atravessa Digernessundet entre Digernesklubben em Stord e Føyno no condado de Hordaland, na Noruega. É parte do Trekantsambandet ("O Triângulo de Ligação"), que liga as ilhas Stord e Bømlo com o continente. A ponte tem uma extensão de 1077 metros, o principal vão livre é 677 metros e a altura máxima acima do nível do mar é de 18 metros. 
Foi inaugurada em 27 de dezembro de 2000.